# ステキ情報バラエティ 発信!もいとろ君
『ステキ情報バラエティ 発信!もいとろ君』（ステキじょうほうバラエティ はっしん!もいとろくん）は、2014年7月5日から2016年1月2日まで超!A&G+で配信されていたインターネットラジオ番組。

## 番組概要
「メディアとは常に発信し続けていくものである」をテーマにして、パーソナリティ2人が新しい情報や知識を自分たちなりに解釈し、実際に体験しながら様々な事を発信していく「ステキ情報バラエティ番組」。

## 配信時間
超!A&G+
- 2014年7月5日 - 2016年1月2日
  - 毎週土曜 19:30 - 20:00

番組公式サイト
- 毎週月曜更新 1週間アーカイブ配信

## パーソナリティ
- 相沢舞
- 清都ありさ

## コーナー
概念、覆し始めました。
番組スタッフからの提案に対して、パーソナリティ2人が検証し新しいカタチとして発信していく。
知ってる? もいとろ君!
リスナーから日常生活で発見した「新しいカタチ」を募集するコーナー。
深読みしたらこうなった!
取捨選択に悩んでいるリスナーに対して、パーソナリティ2人が深読みしながら見解を示していくコーナー。
"もい"ゼリフで"とろ"けよう!
リスナーから募集した「萌えゼリフ」をパーソナリティ2人が演じていく。
シーサイド 舞のポエム劇場
リスナーからポエムのお題を募集し、相沢がポエムを披露していく。

## イベント
| 開催日  | イベント名                   | 会場           | 備考                                                          |
| 2015年  | 2015年                       | 2015年         | 2015年                                                        |
| ------- | ---------------------------- | -------------- | ------------------------------------------------------------- |
| 8月15日 | SEASIDE SUMMER FESTIVAL 2015 | 中野サンプラザ | シーサイド・コミュニケーションズ制作の8番組による合同イベント |

## グッズ
| 販売日  | タイトル名                          | 備考     |        |
| 2015年  | 2015年                              | 2015年   | 2015年 |
| ------- | ----------------------------------- | -------- | ------ |
| 8月15日 | もいとろ君 虹色おにぎり米製作キット | 数量限定 |        |